# VietGAP
VietGAP (Vietnamese Good Agricultural Practices) là các quy định về thực hành sản xuất nông nghiệp tốt cho các sản phẩm nông nghiệp, thủy sản ở Việt Nam; bao gồm những nguyên tắc, trình tự, thủ tục hướng dẫn các tổ chức, cá nhân sản xuất, thu hoạch, sơ chế đảm bảo sản phẩm an toàn, nâng cao chất lượng sản phẩm, đảm bảo phúc lợi xã hội, sức khoẻ người sản xuất và người tiêu dùng, bảo vệ môi trường và truy xuất nguồn gốc sản phẩm.

## Những lợi ích khi sản xuất theo VietGAP
- Áp dụng VietGAP là bằng chứng để khẳng định thương hiệu của nông sản Việt Nam, tăng kim ngạch xuất khẩu do vượt qua được rào cản kỹ thuật, không vi phạm các quy định, yêu cầu của các nước nhập khẩu. Áp dụng VietGAP làm thay đổi tập quán, thói quen, hành vi sản xuất, tạo sản phẩm cho cộng đồng, bảo vệ môi trường sinh thái, góp phần làm cho xã hội giảm bớt được chi phí y tế, nâng cao chất lượng cuộc sống cho cộng đồng, đảm bảo cho sự phát triển bền vững của xã hội.
- Thông qua áp dụng ViệtGAP, việc kiểm soát trong các khâu của sản xuất được coi trọng, tạo ra sản phẩm có chất lượng cao, ổn định, giúp nhà sản xuất phản ứng kịp thời với các vấn đề liên quan đến an toàn vệ sinh thực phẩm. Khi được chứng nhận VietGAP, nông sản được sản xuất theo quy trình thực hành nông nghiệp tốt sẽ mang lại lòng tin cho nhà phân phối, cộng đồng tiêu dùng, cơ quan quản lý... giúp người sản xuất xây dựng thương hiệu sản phẩm và tạo thị trường tiêu thụ ổn định.
- Sản xuất theo VietGAP tạo nguồn nguyên liệu đảm bảo chất lượng cho công nghiệp chế biến, giúp các doanh nghiệp bảo đảm được chất lượng đầu ra của sản phẩm, vì thế giữ được uy tín với khách hàng và nâng cao doanh thu. Đồng thời các doanh nghiệp có thể giảm bớt chi phí và thời gian cho việc kiểm tra mẫu nguyên liệu; giảm nguy cơ sản phẩm bị cấm nhập khẩu hoặc bị kiểm tra 100% khi nhập do không đảm bảo yêu cầu về dư lượng hóa chất.
- Sản xuất theo VietGAP giúp người tiêu dùng được sử dụng những sản phẩm có chất lượng an toàn vệ sinh thực phẩm, đây là mục tiêu chính và lợi ích lớn nhất mà VietGAP mang lại. Bên cạnh đó, VietGAP sẽ tạo nên quyền được đòi hỏi của người tiêu dùng, góp phần giúp người tiêu dùng dễ dàng nhận biết được sản phẩm bảo đảm vệ sinh an toàn thực phẩm trên thị trường khi thấy có những dấu hiệu của sản phẩm VietGAP, đây là động lực chính thúc đẩy người dân và các nhà sản xuất phải cải tiến để sản xuất và cung ứng các sản phẩm tốt từ nông nghiệp cho xã hội.

## Các quy trình VietGAP

### Lĩnh vực trồng trọt
- Quy trình thực hành sản xuất nông nghiệp tốt cho rau quả tươi an toàn tại Việt Nam (Ban hành kèm theo Quyết định số 379/QĐ-BNN-KHCN ngày 28 tháng 01 năm 2008 của Bộ trưởng Bộ Nông nghiệp và Phát triển nông thôn).
- Quy trình thực hành sản xuất nông nghiệp tốt cho chè búp tươi an toàn tại Việt Nam (Ban hành kèm theo Quyết định số 1121/QĐ-BNN-KHCN ngày 14/4/2008 của Bộ trưởng Bộ Nông nghiệp và Phát triển nông thôn)[1].
- Quy trình thực hành sản xuất nông nghiệp tốt cho lúa (Ban hành kèm theo Quyết định số  2998 /QĐ-BNN-TT  ngày 9 tháng 11 năm 2010 của Bộ trưởng Bộ Nông nghiệp và Phát triển nông thôn).
- Quy trình thực hành sản xuất nông nghiệp tốt cho cà phê (Ban hành kèm theo Quyết định số  2999/QĐ-BNN-TT ngày 09/11/2010  của Bộ trưởng Bộ Nông nghiệp và Phát triển nông thôn).
- Hiện nay, các quy trình thực hành nông nghiệp tốt trên đã được thay thế bằng TCVN 11892-1:2017 Thực hành nông nghiệp tốt (VietGAP) - Phần 1: Trồng trọt (Do Cục Trồng trọt biên soạn, Bộ Nông nghiệp và Phát triển nông thôn đề nghị, Tổng cục Tiêu chuẩn Đo lường Chất lượng thẩm định, Bộ Khoa học và Công nghệ công bố vào ngày 17/10/2017)[2]

### Lĩnh vực chăn nuôi
- Quy trình thực hành chăn nuôi tốt cho chăn nuôi lợn an toàn tại Việt Nam (Quyết định số 1506/QĐ-BNN- KHCN ngày 15/5/2008).
- Quy trình thực hành chăn nuôi tốt cho chăn nuôi gia cầm an toàn tại Việt Nam (Quyết định số 1504/QĐ-BNN- KHCN ngày 15/5/2008).
- Quy trình thực hành chăn nuôi tốt cho chăn nuôi bò sữa an toàn tại Việt Nam (Quyết định số 1579/QĐ-BNN- KHCN ngày 26/5/2008).
- Quy trình thực hành chăn nuôi tốt cho chăn nuôi ong an toàn tại Việt Nam (Quyết định số 1580/QĐ-BNN- KHCN ngày 26/5/2008).
- Quy trình thực hành chăn nuôi tốt cho chăn nuôi lợn an toàn trong nông hộ (Quyết định số 1947/QĐ-BNN- KHCN ngày 23/8/2011).
- Quy trình thực hành chăn nuôi tốt cho chăn nuôi gà an toàn trong nông hộ (Quyết định số 1948/QĐ-BNN- KHCN ngày 23/8/2011).
- Quy trình thực hành chăn nuôi tốt (VietGAHP) cho chăn nuôi bò sữa[3], bò thịt[4]; dê sữa[5], dê thịt[6]; lợn[7]; gà[8]; ngan-vịt[9] và ong[10] (Quyết định số 4653/QĐ-BNN-CN ngày 10/11/2015)[11]
- Quy trình thực hành chăn nuôi tốt cho chăn nuôi lợn, gà an toàn trong nông hộ (Quyết định số 2509/QĐ-BNN-CN ngày 22/06/2016)[12].
- Hướng dẫn Quy trình thực hành chăn nuôi tốt cho chăn nuôi gà an toàn trong nông hộ[13].

### Lĩnh vực thủy sản
VietGAP trong nuôi trồng thủy sản được Bộ Nông nghiệp và Phát triển nông thôn ban hành năm 2011 tại Quyết định số 1503/QĐ-BNN-TCTS ngày 05/7/2011; được sửa đổi, thay thế bằng Quyết định số 3824/QĐ-BNNTCTS ngày 06/9/2014 ban hành về Quy phạm nuôi trồng thủy sản tốt VietGAP (gọi tắt là Quyết định số 3824/QĐ-BNN-TCTS)
Các hướng dẫn gồm có:
- Hướng dẫn áp dụng VietGAP cho nuôi thương phẩm cá tra (Pangasianodon hypophthalmus) (Quyết định số 4669/QĐ-BNN-TCTS ngày 28/10/2014)  Lưu trữ ngày 25 tháng 8 năm 2019 tại Wayback Machine
- Hướng dẫn áp dụng VietGAP cho cá rô phi thương phẩm (Quyết định số 1233/QĐ-BNN-TCTS ngày 11/04/2016)[16]
- Hướng dẫn áp dụng VietGAP đối với nuôi thương phẩm tôm chân trắng (P.vannamei) và tôm sú (P.monodon)[17]